# Krondorf (Velburg)
Krondorf ist ein Ortsteil der Gemeinde Velburg im Landkreis Neumarkt in der Oberpfalz in Bayern.

## Geographische Lage
Der Weiler liegt etwa ein Kilometer nordöstlich des ehemaligen Gemeindesitzes Günching im Oberpfälzer Jura der Frankischen Alb auf einer Höhe von 525 m ü. NHN. Südlich von Krondorf zieht sich das Krondorfer Tal hin, weitgehend ein Trockental; erst an seinem Ausgang bildet sich ein Bach, der in der Dürner Bach, einem rechten Zufluss der Schwarzen Laber, einmündet.

## Ortsnamendeutung
Krondorf, historisch auch Crandorf genannt, dürfte seine Bezeichnung vom althochdeutschen Wort „hran“ für „Wacholder“ her haben, war demnach ein Dorf bei Wacholderbüschen.

## Geschichte
Im Urbar des Amtes Velburg von circa 1231–1237 erscheint die Ansiedelung als „Grandorf“; sie besteht aus einem Hof und einem Lehen. 1260–1449 sind Ortsadelige genannt; 1875 waren in der Nähe des Holzberges „Fischleiten“ noch Spuren einer Burg zu sehen. Den Zehent besaß um 1400/10 die – jeweils an Adelige vergebene – Herrschaft Helfenberg; diese war 1372/73 von den Ehrenfelsern an Pfalzgraf Ruprecht verkauf worden. Unter dem kurpfälzischen (Pfleg-)Amt Helfenberg bestand Krondorf 1588 aus zwei Höfen und fünf Gütern, 1622 aus zwei Höfen, einer Hube und vier Gütern. Am Ende des Alten Reiches, um 1800, bildeten acht Anwesen zweier Grundherrschaften (sieben in der Hand des Amtes Helfenberg des Grafen von Tilly und eins dem Kloster Kastl gehörend) das Gemeinwesen.
Im Königreich Bayern wurden nach einer Verordnung vom 13. Mai 1808 Steuerdistrikte gebildet, darunter der Steuerdistrikt Günching im Landgericht Parsberg, dem die Ortschaften Günching, Krondorf, Dürn, Federhof, Hennenhof und Ollertshof zugeteilt wurden. Mit dem zweiten Gemeindeedikt von 1818 entstand daraus mit unverändertem Ortsbestand die Ruralgemeinde Günching, wohin die Kinder von Krondorf auch zur Schule gingen. Die Gemeinde und damit auch Krondorf wurde am 1. Mai 1978 nach Velburg eingemeindet.

### Einwohnerzahlen
Krondorf hatte
- 1836 52 Einwohner, 9 Häuser[7]
- 1867 47 Einwohner, 19 Gebäude[8]
- 1871 57 Einwohner, 20 Gebäude, im Jahr 1873 einen Großviehbestand von 7 Pferden und 50 Stück Rindvieh[9]
- 1900 50 Einwohner in 9 Wohngebäuden[10]
- 1925 56 Einwohner in 8 Wohngebäuden[11]
- 1937 56 Einwohner[12]
- 1950 51 Einwohner in 9 Wohngebäuden[13]
- 1987 38 Einwohner in 9 Wohngebäuden[14]

### Kirchliche Verhältnisse
Krondorf wurde 1810/11 aus der katholischen Pfarrei Dietkirchen in die Pfarrei Günching umgepfarrt.

## Verkehr
Nur 200 Meter von der Bundesautobahn 3 mit der Raststätte Jura (West) entfernt, ist die nächste Anschlussstelle die „92 b / Neumarkt Ost“. Nach Krondorf führen Ortsverbindungsstraßen von Günching, Dürn und Federhof her.

## Sehenswürdigkeiten
Die Hofkapelle St. Maria in Krondorf 5, ein Satteldachbau mit korbbogig geöffnetem Glockendachreiter, errichtet 1848 von Leonhard Nisselbeck bei seinem Hause und 1850 geweiht, gilt als Baudenkmal.